# 三輪チサ
三輪 チサ（みわ ちさ、1965年 - ）は、日本の小説家、怪談作家。福岡県生まれ、大阪府枚方市在住。

## 経歴・人物
2009年、「黒四」で第1回『幽』怪談実話コンテスト大賞を受賞。2010年、「捻じれた手」で第5回『幽』怪談文学賞長編部門を受賞。受賞作を改題した『死者はバスに乗って』でデビュー。
「ひらかた怪談サークル」主催。

## 作品リスト

### 単行本
- 『死者はバスに乗って』（2011年5月 メディアファクトリー 幽ブックス）

### 電子書籍
- 『ラブホテル迷宮』（2013年10月 メディアファクトリー）
- 『義弟に溺れる秘夜』（2013年11月 メディアファクトリー）
- 『寝ている夫のすぐ横で』（2013年11月 メディアファクトリー）
- 『逝かせてあげる』（2013年11月 メディアファクトリー）
- 『濡れ絵の具』（2014年3月 メディアファクトリー）
- 『骨壷に誘われて』（2014年4月 メディアファクトリー）
- 『殿と菊乃の皿数え』（2014年6月 メディアファクトリー）
- 『一晩の蜜戯　キャンプの夜はふけて』（2014年9月 メディアファクトリー）
- 『未完成カレシ～禁断の飼育』（2014年11月 メディアファクトリー）
- 『愛しのアイちゃん』（2014年12月 メディアファクトリー）

### アンソロジー
「」内が収録されている三輪チサの作品
- 『怪談実話コンテスト傑作選 黒四』（2010年4月 メディアファクトリー MF文庫ダ・ヴィンチ）「黒四」「あなたのうしろにへびがいる」
- 『女たちの怪談百物語』（2010年11月 メディアファクトリー 幽ブックス）「雨の日に触ってはいけない」「今もいる」「人身事故の話」「ぬいぐるみの話」「百物語をすると…2」「作業服の男」「鬼子母神の話」「旧街道の話」「緑の庭の話」「ホテルの話」
- 『怪談実話系 書き下ろし怪談文芸競作集5』（2010年12月 メディアファクトリー MF文庫ダ・ヴィンチ）「箱主」
- 『怪談実話コロシアム 阿鼻叫喚の開幕篇』（2013年2月 メディアファクトリー MF文庫ダ・ヴィンチ）「帰郷」
- 『恐怖通信鳥肌ゾーン 2 うずまき』（2013年2月 ポプラ社）「ノックが聞こえるトイレ」
- 『恐怖通信鳥肌ゾーン 3 後ろにいるよ』（2013年6月 ポプラ社）「図書室の謎のドア」
- 『恐怖通信鳥肌ゾーン 4 くびだけだよ』（2013年9月 ポプラ社）「こもりうた」
- 『恐怖通信鳥肌ゾーン 5 腹話術』（2014年1月 ポプラ社）「はってくるもの」
- 『恐怖通信鳥肌ゾーン 6 くらやみ』（2014年6月 ポプラ社）「曲がったトンネル」